# Nervus thoracicus longus

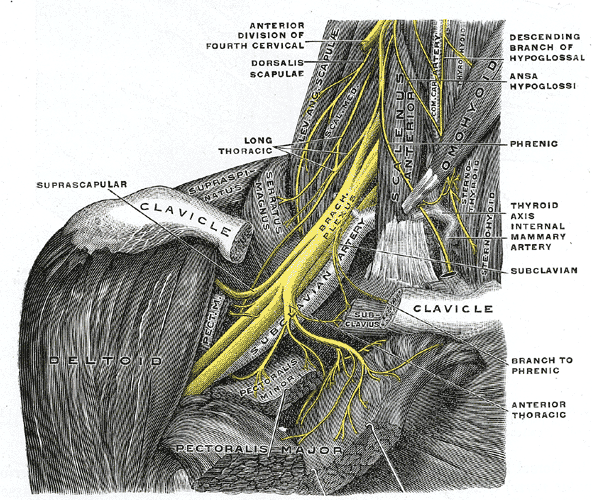
Plexus brachialis mit Nervus thoracicus longus

Der Nervus thoracicus longus („langer Brustkorbnerv“) ist ein Nerv des Armnervengeflechts (Plexus brachialis). Der Nerv wird beim Menschen aus den aus dem Halsteil des Rückenmarks abgehenden Nervenwurzeln C5 bis C7 gespeist. In etwa 8 % der Fälle ist auch C8 beteiligt, in weiteren 8 % der Fälle sind nur C5 bis C6 beteiligt. Die Anteile aus dem 5. und 6. Halssegment ziehen durch den Musculus scalenus medius, die des 7. und gegebenenfalls 8. Halssegments zwischen Musculus scalenus medius und Musculus scalenus minimus. Nach Vereinigung der Nervenwurzeln zieht der Nerv zwischen Schlüsselbein und erster Rippe zur Seite und verläuft auf dem Musculus serratus anterior (bei Tieren als Musculus serratus ventralis bezeichnet), den er motorisch innerviert. Dieser Muskel befestigt bei Säugetieren den Arm beziehungsweise die Vordergliedmaße am Brustkorb.
Der Nerv kann geschädigt werden zum Beispiel durch Tragen von Lasten (Rucksack), durch Schlag auf die Schulter, durch harte Arbeit (z. B. Arbeiten mit einem schweren Hammer), aber auch als Folge ausgedehnter Operationen im Bereich der Achselhöhle (z. B. Lymphknotenausräumung) oder durch schlecht sitzende Verbände und ungepolsterte Krücken. Ferner kann er mitbetroffen sein bei Erkrankungen des Armnervengeflechts, sowohl entzündlicher wie auch traumatischer Ursache.
Folge der Schädigung des Nervs ist eine Verlagerung des Schulterblatts Richtung Wirbelsäule und nach oben, eine Drehung des unteren Winkels nach innen und ein Abstehen des Innenrands vom Brustkorb (Scapula alata), was sich bei Anheben und Abspreizen des Arms verstärkt. Der Bewegungsumfang des Arms im Schultergelenk beim Anheben oder Abspreizen ist meist nicht deutlich eingeschränkt, aber Ausmaß und Kraft bei Vorwärtsverlagerung der Schulter. Dadurch wird die Schub- und Stoßkraft des Arms erheblich gemindert. Dies wird besonders deutlich beim Versuch, einen Liegestütz auszuführen.